# Wladimir Astrachanzew

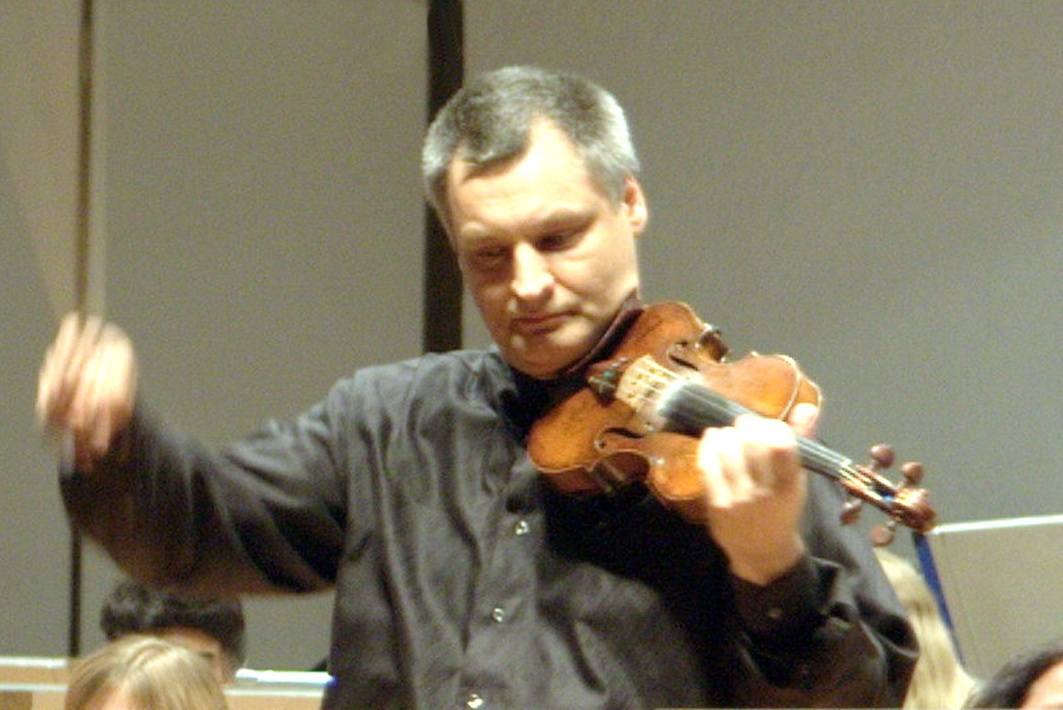
Wladimir Astrachanzew 2009

Wladimir Astrachanzew (ukrainisch Володимир Васильович Астраханцев, * 1960 in Charkiw, Ukraine) ist ein ukrainischer Violinist.

## Leben
Astrachanzew wurde als Sohn einer Musikerfamilie geboren. Mit fünf Jahren bekam er ersten Violinunterricht in der Musikschule für begabte Kinder bei Abram Koslowitscher. Seine Karriere begann, während er bei Bogodar Kotorowitsch an der Peter-Tschaikowsky-Musikhochschule in Kiew studierte, und wurde durch die Dozentur an der Musikhochschule in Charkow fortgesetzt. Er ist Preisträger des 6. ukrainischen Violinwettbewerbes 1984 und des 7. internationalen „P. I. Tschaikowsky“-Festivals in Vinnica.
Seine internationalen Auftritte begannen mit Konzerten unter dem Dirigenten Robert Hanell und dem Berliner Rundfunk-Symphonie-Orchester mit dem Violinkonzert von Pjotr Iljitsch Tschaikowski und führten zu Engagements in Ost- und Westeuropa, in Skandinavien, im Fernen Osten und den Vereinigten Staaten. Er spielt im Berliner Konzerthaus, Tonhalle Zürich, KKL Luzern mit Wiktor Tretjakow als Musikpartner, Konzerthaus Bern, Stadthaus Winterthur, Odense Koncerthus, Orgelhaus Kiew, Konzert-Kongresshalle Freiburg, Tokyo Bunka Kaikan Hall, Osaka Symphonie Hall, Muroran-Shi Bunka Center.
Mit Hans Stadlmair und dem Münchener Kammerorchester, bei dem zeitweilig als stellvertretender Konzertmeister tätig war, unternahm er eine Japan-Tournee, an der er als Solist engagiert war.
Fernsehauftritte und Aufnahmen hatte er beim Berliner Rundfunk, Bayerischen Rundfunk München, beim SWR Stuttgart, beim DRS Zürich, im Rundfunk und UT Kiew, NHK Japan. CD-Einspielungen erfolgten bei Omniphon Basel, Cavalli-Records Bamberg, Hardstudios Schweiz, Montabella St. Moritz.
Seit 1995 arbeitet er als Stimmführer bei der Südwestdeutschen Philharmonie und trat auch als Gast auf der Position des 1. Konzertmeisters des Symphonischen Orchester Zürich auf.
Wladimir Astrachanzew gastierte beim Kammer-Musik-Podium Braunschweig, Bodensee Festival, Sommerfarben Herrenberg, Frühling in Kiew, Musikalischer Herbst in Twer, „Virtuosen“ in Lemberg u. a.